# Быков, Иван Романович
Иван Романович Быков (1913—22.04.1945) — командир миномётного расчёта 740-го стрелкового полка (217-я стрелковая дивизия, 48-я армия, 2-й Белорусский фронт), старший сержант, участник Великой Отечественной войны, кавалер ордена Славы трёх степеней.

## Биография
Родился в 1913 году в селе Новогольское ныне Грибановского района Воронежской области в семье крестьянина. Русский. Окончил 4 класса. Был трактористом в колхозе.
В Красной Армии с 1941. На фронте Великой Отечественной войны с ноября 1941 года. Член ВКП (б) с 1943 года. К осени 1943 года воевал командиром миномётного расчёта 740-го стрелкового полка 217-й стрелковой дивизии. За отличие в наступательных боях награждён медалью «За отвагу».
25-26 февраля 1944 года в бою за деревню Поганцы (юго-западнее города Жлобин Гомельской области Белоруссии) сержант Быков со своим расчётом точным миномётным огнём вывел из строя два станковых и один ручной пулемёты противника, истребил до 30 гитлеровцев. Своим огнём способствовал быстрейшему продвижению стрелковых подразделений.
Приказом по частям 217-й стрелковой дивизии от 3 марта 1944 года (№ 59/н) сержант Быков Иван Романович награждён орденом Славы 3-й степени.
29 июня 1944 года в уличных боях в городе Бобруйск (Могилёвская область Белоруссии) сержант Быков во главе миномётного расчёта огнём с открытой позиции разбил крупнокалиберный станковый пулемёт противника, уничтожил до 15 гитлеровцев.
Приказом по войскам 48-й армии от 10 августа 1944 года (№ 457/н) сержант Быков Иван Романович награждён орденом Славы 2-й степени.
15-16 января 1945 года в бою за город Макув (ныне Макув-Мазовецки, Польша) старший сержант Быков под огнём противника быстро менял огневые позиции и вёл непрерывный огонь. В результате активного миномётного огня было уничтожено 2 станковых и 1 ручной пулемёты, более 20 гитлеровцев, подавлен огонь артиллерийского орудия. Воспользовавшись прекращением огня, наша пехота быстрым броском овладела южной окраиной города.
Указом Президиума Верховного Совета СССР от 21 января 1945 года за образцовое выполнение боевых заданий командования на фронте борьбы с немецкими захватчиками и проявленные при этом доблесть и мужество сержант Быков Иван Романович награждён орденом Славы 1-й степени. Стал полным кавалером ордена Славы.
Это орден остался не врученным. 22 апреля 1945 года старший сержант Быков погиб в бою юго-восточнее города Кёнигсберг (ныне Калининград). Похоронен на воинском кладбище в городе Людвихорст Восточная Пруссия, ныне город Ладушкин Калининградской области.

## Награды
- Полный кавалер ордена Славы:
  - орден Славы I степени (24.03.1945)[5];
  - орден Славы II степени (10.08.1944)[6];
  - орден Славы III степени (03.03.1944)[7];
  - «Медаль „За отвагу“» (13.03.1943)[8];

## Память
- На воинском кладбище в городе Людвихорст Восточная Пруссия, ныне город Ладушкин Калининградской области увековечен на мемориале (ошибочно, как красноармеец (рядовой))[9].
- Его имя увековечено в Главном Храме Вооружённых сил России, и навсегда запечатлено на мемориале «Дорога памяти»